# Conselho dos Quinhentos
Se procura a instituição homónima da Grécia antiga, veja bulé.

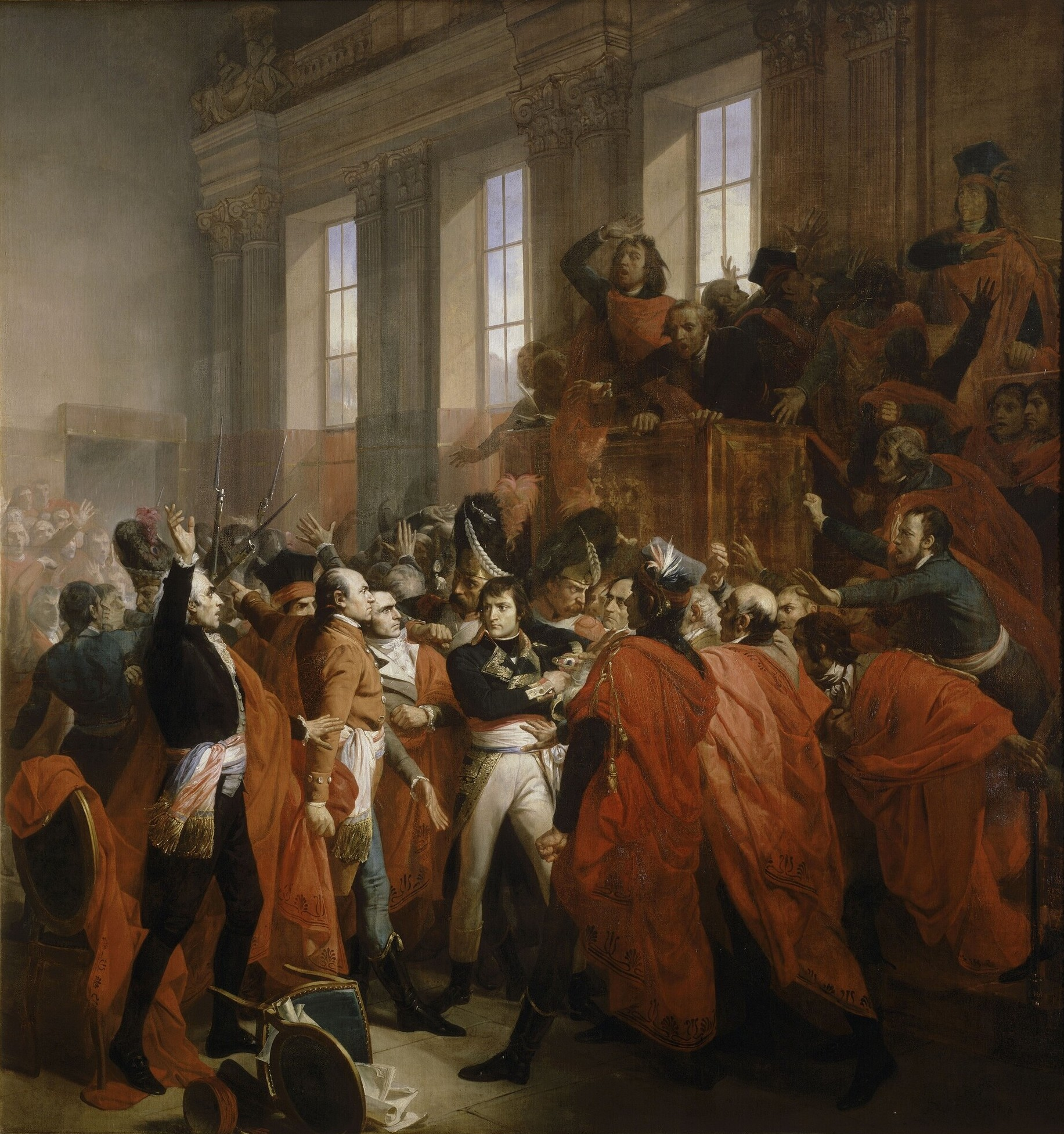
Bonaparte no Conseil des Cinq-Cents no dia 10 de Novembro de 1799.

O Conselho dos Quinhentos, em francês Conseil des Cinq-Cents, foi uma assembleia legislativa da França revolucionária que, com o Conselho dos Anciãos, foi instituída pela Constituição do Ano III, adoptada pela Convenção em Agosto de 1795 e posta em vigor a 23 de Setembro de 1795. Depois do golpe do 18 do Brumário, que pôs termo ao Diretório, o Conselho dos Quinhentos foi dissolvido por Napoleão Bonaparte. O Conselho dos Quinhentos tinha sede na Sala do Manège, sita na actual rue de Rivoli de Paris.